# Photo (rivista francese)
Photo è una rivista di fotografia fondata nel 1967 da Daniel Filipacchi ed originariamente pubblicata dalla Hachette Filipacchi Médias.
La rivista si occupa di fotografia nei suoi molteplici aspetti, dal fotogiornalismo alla fotografia d'avanguardia passando per la moda, la natura ed il nudo artistico. Il nudo artistico è poi l'aspetto caratterizzante delle copertine di Photo.
La rivista parla delle principali notizie e tendenze della fotografia in Francia e nel mondo, affronta la tecnica fotografica (fotografia mobile, fotografia applicativa, film e digitale), spesso chiamando in causa gli stessi grandi fotografi.

## Storia di PHOTO
Nel 1967, Daniel Filipacchi, a capo di un gruppo editoriale di una ventina di rivista, creò PHOTO su un'idea del fotoreporter di Parigi Match Walter Carone. Nel luglio 1967, fu Catherine Deneuve che inaugurò la rivista con una copertina che la vedeva ritratta da David Bailey, suo compagno all'epoca.